# Robert Müller
Robert Müller (ur. 25 czerwca 1980 w Rosenheim, zm. 21 maja 2009 w Rosenheim) – niemiecki hokeista, bramkarz, reprezentant Niemiec, dwukrotny olimpijczyk.

## Kariera klubowa
- EHC Klostersee (1997–1998)
- Starbulls Rosenheim (1998–2000)
- Adler Mannheim (2000–2002)
- Krefeld Pinguine (2002–2006)
- Adler Mannheim (2006–2007)
- EV Duisburg (2007)
- Kölner Haie (2007–2008)

## Kariera reprezentacyjna
Uczestniczył w turniejach mistrzostw świata w 1999, 2000 (Grupa B), 2001, 2002, 2003, 2004, 2005, 2006, 2008, Pucharu Świata 2004 oraz na zimowych igrzyskach olimpijskich 2002, 2006.

## Sukcesy
Reprezentacyjne
- Awans do Elity: 2006

Klubowe
- Złoty medal mistrzostw Niemiec: 2001, 2007 z Adler Mannheim i 2003 z Krefeld Pinguine

Indywidualne
- Mecz Gwiazd DEL: 2002, 2005, 2006, 2007, 2008

## Choroba, śmierć i uhonorowanie

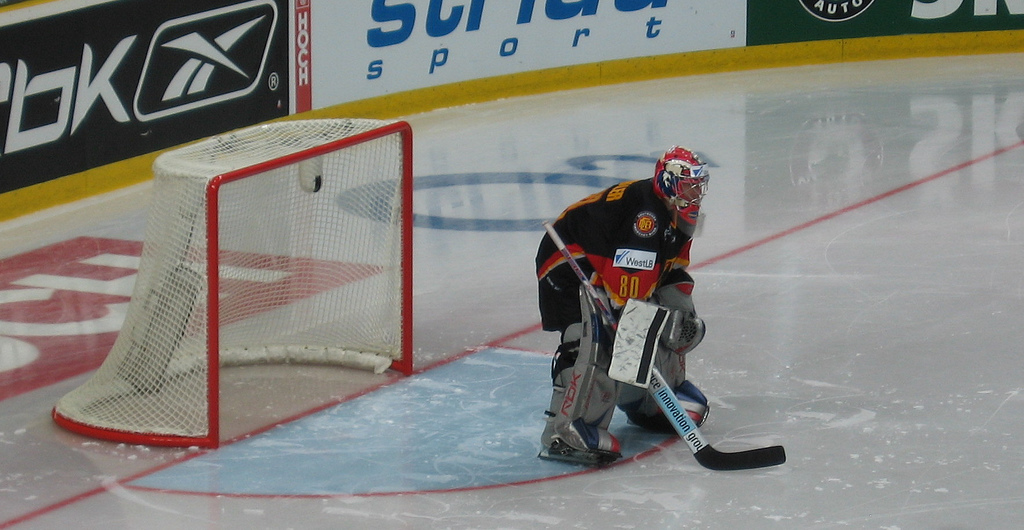
Robert Mueller w barwach Niemiec (2007)

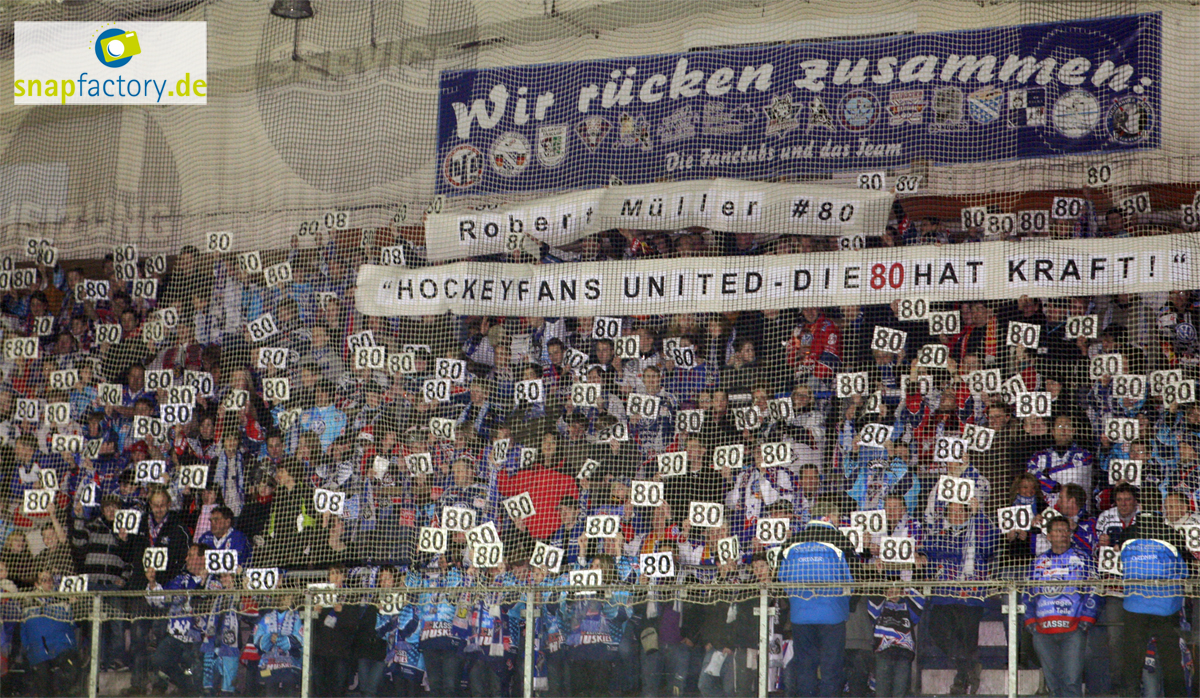
Kibice Kassel Huskies wspierają osobę Roberta Müllera (2008)

W październiku 2006 roku u Müllera wykryto chorobę nowotworową. Po operacji mózgu wrócił do czynnego uprawiania sportu, a z reprezentacją Niemiec wyjechał do Kanady na Mistrzostwa Świata 2008.
W listopadzie 2008 roku lekarze stwierdzili nawrót choroby. W grudniu z powodu złego stanu zdrowia musiał przerwać treningi. Zmarł 21 maja 2009 roku.
Po jego śmierci kluby Kölner Haie, EHC Klostersee, Adler Mannheim, a także Reprezentacja Niemiec, zastrzegły dla innych zawodników numer 80, w którym występował Müller. Od początku sezonu 2009/2010 numer 80 został zastrzeżony w całych rozgrywkach DEL dla wszystkich klubów.